# Comanche Gold
Comanche Gold (též Comanche 3 Gold) je hra vydaná roku 1998 společností Novalogic. Jde o vylepšení hry Comanche 3 ze série Comanche. Ve hře ovládá hráč vrtulník RAH-66 Comanche.

## Hratelnost

### Mise
Hra je rozdělena na 4 části:
- část výcvikovou,
- 2 části bojové a
- část složenou ze speciálních operací.

Bojové části jsou rozděleny na 4, resp. 5 kampaní. Kampaně však nemají souvislý příběh. V každé z kampaní je 8 misí + jedna konečná, kterou lze hrát až po zkompletování všech misí kampaně (většinou jde o zúčtování; mise není nutno hrát popořadě).

### Jednotky
V drtivé většině misí se jako nepřítel vyskytuje vrtulník: nejčastěji Kamov Ka-52, Mil Mi-8, Mil Mi-24, Mil Mi-26, Mil Mi-8. Dále jsou zde stíhací letadla Suchoj Su-25, pozemní stroje – zejména tanky, např. T-80 – protiletadlová děla, lodě, ale třeba i vlak.
Na hráčově straně bývá v bojových misích a dané výcvikové mapě stejný vrtulník (RAH-66), kterému je možné zadávat příkazy (letka „griffon – gryfů“). V některých misích letí na hráčově straně i vrtulníky AH-64 Apache (letka „dragon – draků“), AH-1 Super Cobra (letka „valkyrie – valkýra“), UH-60 Black Hawk (letka „black widow – černých vdov“) nebo stíhací letoun A-10.

Přátelské pozemní jednotky bývají na hráči nezávislé. Patří sem tanky M1 Abrams, M3 Bradley nebo i protiletadlový kanón M-160.
Budovy jsou ve hře většinou zastoupeny hangáry, anténami a heliporty.

### Zbraně
Hráč má k dispozici tyto zbraně:
- 20mm kanón (max. 500 nábojů),
- neřízené rakety vzduch-země Hydra 70,
- řízené střely vzduch-vzduch Stinger,
- protitankové řízené střely AGM-114 Hellfire,
- nebo také může dostat pro zadanou misi zadaný počet útoků palebné podpory (viz níže).

Vrtulník má pro naložení 6 míst v trupu a 8 míst na nosnících vně vrtulníku (volitelné). Na jedno místo je možné naložit 1 raketu Hellfire, 2 rakety Stinger nebo 4 rakety Hydra 70. Toto naložení je možné si nastavit před začátkem mise, ale poté již změnit nejde. Kanón má oddělený zásobník na přídi a palebnou podporu řídí základna. Zbraně je možné v některých misích doplnit na heliportu zvaném „FARP“, kromě palebné podpory; poškození nikoliv.

### Poškození
Hráčův vrtulník může být poškozen, což se projevují i na letových schopnostech. Jsou dva stupně poškození – lehké a těžké:
- při lehkém poškození zaměřovacích systémů často „vypadne“ zaměřovač z cíle, při těžkém není možné cíl zamířit vůbec;
- při lehkém poškození vrtule vrtulník poskakuje méně, při těžkém však není možné poskakováním správně zacílit kanónem;
- při lehkém poškození motorů je max. tažná síla vrtulí 90%, při těžkém 67% (což je na hranici udržení ve vzduchu);
- při lehkém poškození vyrovnávacího rotoru se vrtulník trochu pootáčí na stranu, při těžkém je složité udržet vrtulník v rovném letu;
- při lehkém poškození podvozků se letové schopnosti prakticky nemění, při těžkém s nimi nelze manipulovat, a to ani když jsou schované v trupu (k tomu dojde, když hráč opatrně přistane na zem bez spuštěných podvozků);
- při lehkém poškození kanónu kanón střely dávkuje a při těžkém není možné s ním střílet vůbec.

### Tvorba vlastních map
Hra na rozdíl od dílu Comanche 3 nabízí možnost tvorby vlastních map.

### Multiplayer
Dalším vylepšením od verze 3 je multiplayer.

### Hudba
Každou misi doprovází i hudba, která se mění podle stavu mise (provádění, sestřelen, vítězství).